# Саркастодон

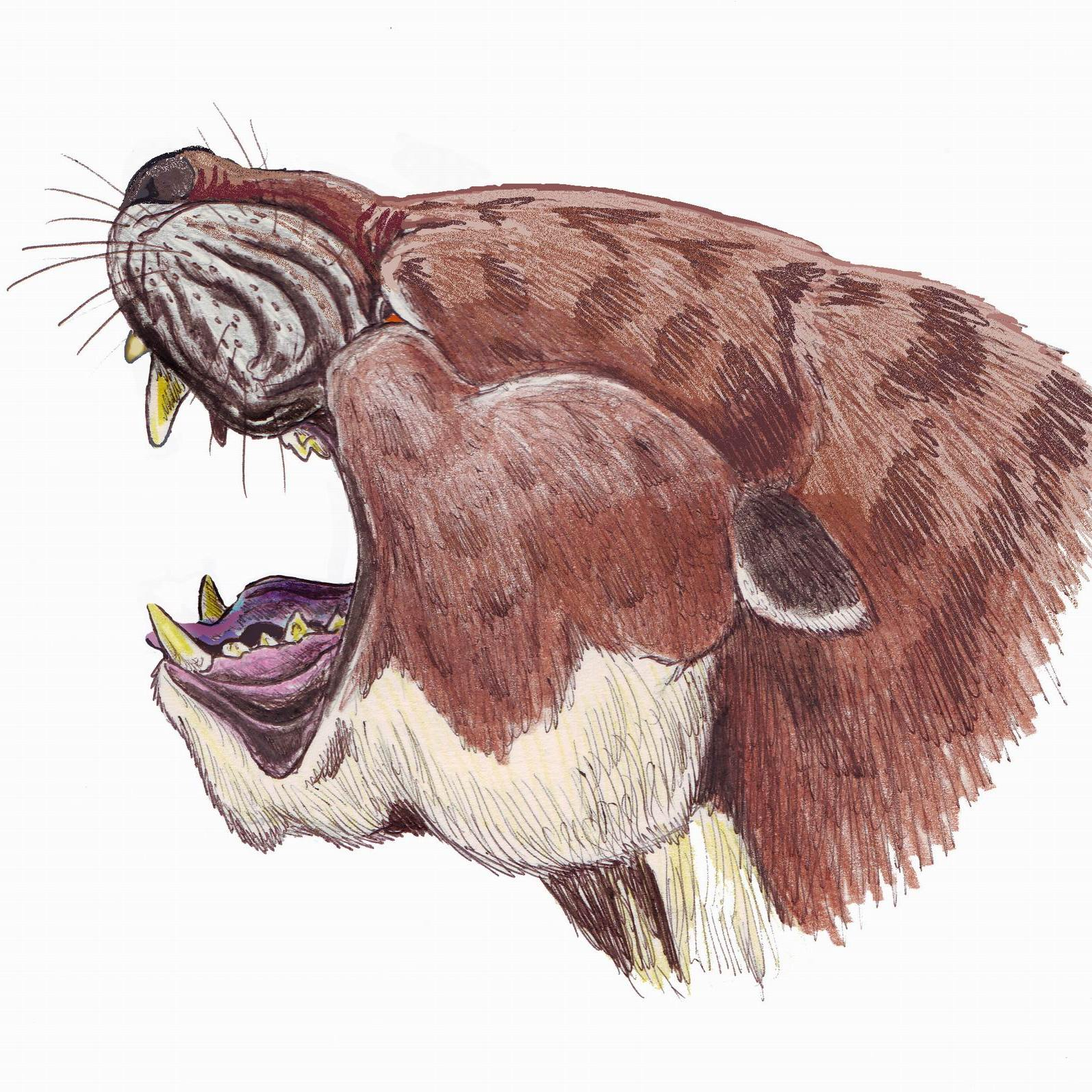
Реконструкция головы

Саркастодон (лат. Sarkastodon, от др.-греч. σαρκάζω — разрывать мясо и ὀδούς — зуб) — род хищных млекопитающих семейства оксиенидов отряда креодонтов, обитавших в Азии (Монголия и Внутренняя Монголия) во времена эоцена. Один из немногих азиатских представителей преимущественно американского семейства оксиенидов.

## Находка и описание

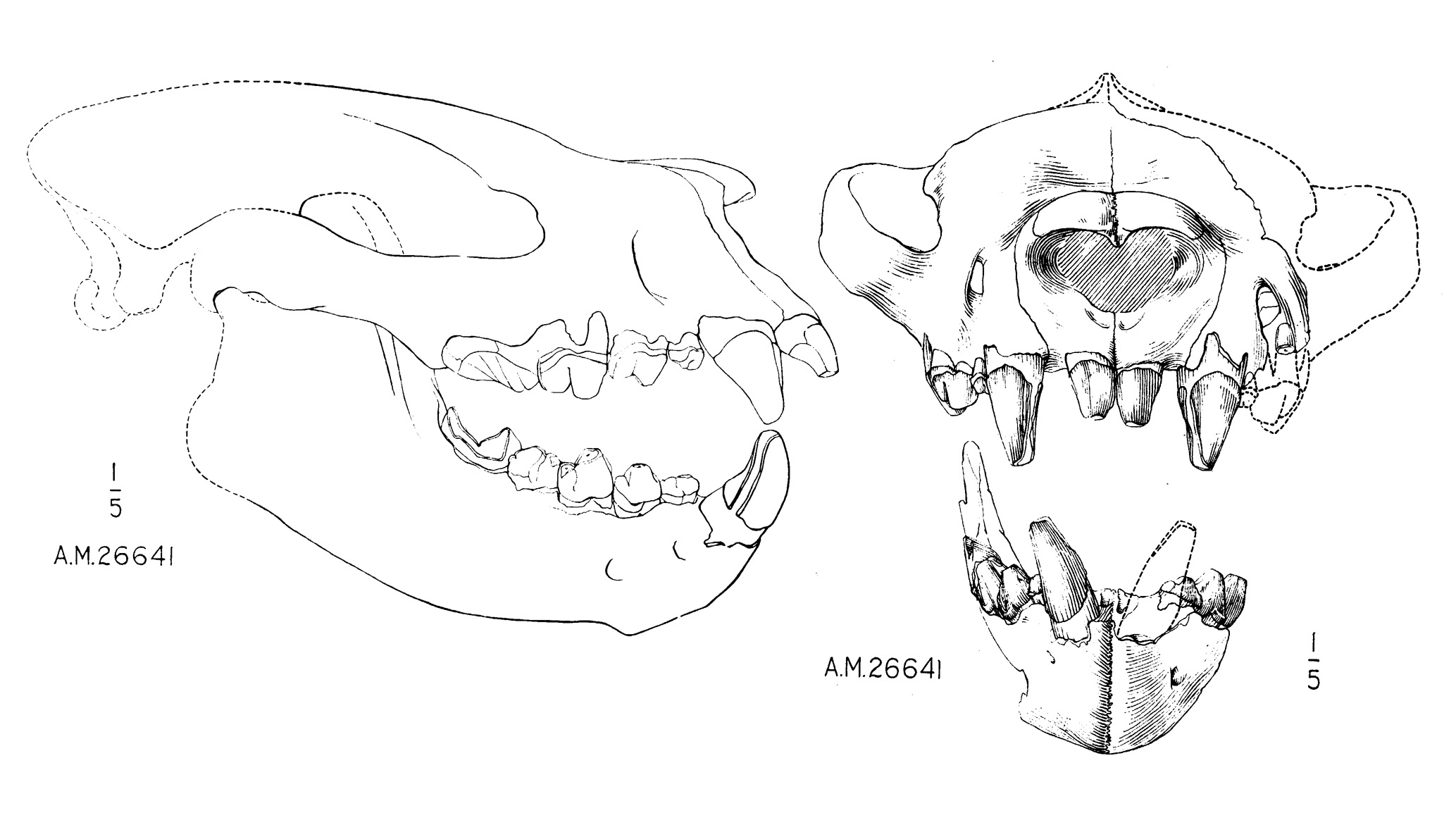
Череп саркастодона по У. Гренджеру

Частично разрушенный череп Sarkastodon mongoliensis обнаружен в 1930 году Центральноазиатской Экспедицией Американского Музея Естественной Истории. Находка была сделана в эоценовых отложениях формации Ирдын-Манга, недалеко от Ирен-Дабасу (в тех же слоях найден череп эндрюсарха). За 2 года до этого, в районе Улан-Ширэ, в 100 милях от места находки черепа, в одновозрастных отложениях была обнаружена правая ветвь нижней челюсти. Никаких костей посткраниального скелета не было найдено.
Вид был описан Уолтером Гренджером в 1938 году.
В середине 1970-х годов в Хетаоюане был найден коренной зуб крупного оксиенида, явно являющегося саркастодоном. На основе находки был описан сомнительный вид S. henanensis. Найденный зуб также мог принадлежать типовому виду.
По строению черепа саркастодон является типичным оксиенидом, сходным с хорошо известным патриофелисом из среднего эоцена Вайоминга. Череп очень короткий, низкий, широкий и массивный, нижняя челюсть высокая. Морда короткая. Зубная формула верхней челюсти — I2,C1,P3,M1; нижней — I1, C1, P3,M2. Нижние резцы крайне редуцированы и расположены между нижними клыками (при взгляде сбоку не видны). Клыки и коренные массивные. По сравнению с патриофелисом выражена крайняя редукция нижних резцов, увеличение нижних премоляров, значительное развитие режущего первого коренного зуба. Череп саркастодона относительно значительно короче, чем у патриофелиса.

## Размеры и возможный облик
Уолтер Гренджер вычислил пропорции черепа, около 53 см в длину и 38 см в ширину (в скулах). Имея схожие пропорции тела с патриофелисом, Саркастодон имел суммарную длину тела и головы около 260 см (без учета длины хвоста 170 см), рост в области таза 125 см, и массу 600—800 кг, то есть размер наибольшего белого медведя.
Традиционно саркастодона изображают похожим на огромную росомаху, либо на медведя с длинным пушистым хвостиком. Основываясь на родственных связях с патриофелисом, можно предположить, что саркастодон внешне отдалённо напоминал крупную кошку с короткими, но мощными лапами. Саркастодон предположительно был стопоходящим, и не использовал лапы для ловли добычи.
Судя по внешнему виду черепа, морда у саркастодона чем-то напоминала кошачью, как и у большинства других оксиенидов.

## Образ жизни
Для патриофелиса, ближайшего родственника саркастодона, предполагается сугубо хищный образ жизни. Высказывались гипотезы о его питании черепахами или крокодилами (на основании ранних идей о полуводном образе жизни). Редукция зубов и короткая морда саркастодона как будто бы указывают на активного хищника, но подобная же форма черепа и зубов отмечена и у гиен. Не исключено, что саркастодон (как и многие примитивные хищники) мог питаться преимущественно падалью. Добычей ему могли служить, например, примитивные носороги.
С саркастодоном могли конкурировать другие хищники — крупные гиенодоны и эндрюсарх. Однако, есть и теория, согласно которой места обитания эндрюсарха и саркастодона не пересекались. Так, например, более громоздкий эндрюсарх мог жить на открытых равнинах, а саркастодон в лесах и в горной местности.